# His Daughter (film 1911)
His Daughter è un cortometraggio muto del 1911 diretto da David W. Griffith e interpretato da Edwin August, Florence Barker e Blanche Sweet.

## Produzione
Il film fu prodotto dalla Biograph Company e fu girato a Sierra Madre, in California.

## Distribuzione
Distribuito dalla General Company, il film - un cortometraggio in 17 minuti - uscì nelle sale statunitensi il 23 febbraio 1911.